# عليان
عليان: قبيلة عربية وإحدى قبائل جنوب المملكة العربية السعودية. تنقسم قبيلة آل عليان جغرافيا إلى فرعين، هما: عليان الحجاز القاطنون في محافظة بلقرن بمنطقة عسير، وعليان تهامة القاطنون في العرضيات بمنطقة مكة المكرمة.

## نسب عليان
اختلف المعاصرون في نسب قبيلة عليان، فنسبها بعضهم إلى خثعم. ونسبها آخرون إلى الأزد، فجعلها المستشرق هاملتون غيب من سلالة بني شكر، وقال: «بني شكر (بني عليان)  يسكنون في  شمال – غرب قرن بن عبدالله، وإلى الجنوب من تبالة». وقال ابن الكلبي: « شكر: بطن عظيم بالسراة لهم عدد، وليس بالعراق منهم أحد». وقال أبو سعيد السيرافي: «إنما شكر قرني، وهو لقب».

### قبائل عليان
| - عليان الحجاز، وهم: - بني واس - آل يزيد - آل الملك - السقيفة | - عليان تهامة، وهم: - آل كثير - بني المنتشر |

## قبائل أخرى تحمل نفس الاسم
- آل عليان من الجحادر من قحطان.[6]
- عليان بطن من أشجع من غطفان.[7]
- عليان بن أرْحب بطن من بكيل من همدان.[8]
- عليان بن زيد بطن من حاشد من همدان.[9]
- آل علَيّان عشيرة من بني هاجر.[6]
- عليان بن عسير بن عبس من عك سكان ضمد.[10]